# 仪征市人民医院
仪征市人民医院始建于1914年，是中华人民共和国江苏省仪征市的一所医院，为二级甲等医院，位于仪征市真州镇东园南路61号。2018年被江苏省卫计委确认为三级医院，尚未评定等级。

## 规模
仪征市人民医院总部占地面积6.4万平方米，建筑面积6.6万平方米，开放床位超800张。